# Lukavica (gmina Tutin)
Lukavica (cyr. Лукавица) – wieś w Serbii, w okręgu raskim, w gminie Tutin. W 2011 roku liczyła 337 mieszkańców.